# Jean Bruller
Jean Marcel Bruller (Parijs, 26 februari 1902 – aldaar, 10 juni 1991), ook bekend als Vercors, was een linkse, Franse schrijver.

## Leven en werk
Zijn moeder was Ernestine Bourbon, een docente, zijn vader Louis Bruller was een Hongaar van joodse afkomst. Zijn geboorteakte vermeldt de naam Brüller. Die umlaut heeft hij nooit gebruikt.
Bruller werkte als illustrator tot het uitbreken van de Tweede Wereldoorlog. Daarna ging hij in het verzet en werd in 1942 medeoprichter van de verzetskrant 'Éditions de Minuit'.
Bruller publiceerde onder het pseudoniem Vercors (naar een belangrijke schuilplaats voor het verzet) en debuteerde in 1942 met de verzetsroman Le Silence de la mer. In dit boek wordt verhaald van een oude man en zijn nichtje die uiting geven aan hun verzet tegen de Duitsers door niet te spreken met de Duitse officier die bij hen in huis is ingetrokken. De officier, een componist die droomt van een broederschap tussen de Fransen en de Duitsers, is zwaar teleurgesteld en verlaat uiteindelijk gedesillusioneerd hun huis om zich te voegen bij het oostfront ("de hel"). Le Silence de la mer werd in 1948 verfilmd. Ook zijn latere roman Les Animaux dénaturés (1952) werd verfilmd (onder de titel Skullduggery).

## Essays
- La Marche à l'étoile (1943)
- Souffrance de mon pays (1945)
- Portrait d'une amitié (1946)
- Plus ou moins homme (1948)
- Les pas dans le sable (1954)
- Les divagations d'un français en Chine (1956)
- P. P. C. Pour prendre congé (1957)
- La bataille du silence (1967)
- Questions sur la vie (1973)
- Tendre naufrage (1974)
- Ce que je crois (1975)
- Théâtre (1978)

- Biblioteca Nacional de España: XX957415
- Bibliothèque nationale de France: cb11927913s (data)
- Catàleg d'autoritats de noms i títols de Catalunya: 981058516966706706
- CiNii: DA00650866
- Gemeinsame Normdatei: 118768034
- International Standard Name Identifier: 0000 0001 2133 3398
- Library of Congress Control Number: n79062921
- Nationale Bibliotheek van Letland: 000075664
- Nationale Bibliotheek van Tsjechië: jo2013766876
- Nationale Bibliotheek van Israël: 987007301195405171
- Nederlandse Thesaurus van Auteursnamen: 071396241
- Istituto Centrale per il Catalogo Unico: CFIV042234
- LIBRIS: 99530
- SNAC: w62g09cx
- Système universitaire de documentation: 027180387
- Trove: 797047
- Virtual International Authority File: 54122148